# James Steuart-Denham, 7. Baronet

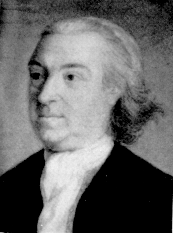
Sir James Steuart-Denham, 7. Baronet

Sir James Steuart-Denham, 7. Baronet (geborener Steuart, * 21. Oktober 1712 in Edinburgh, Midlothian; † 26. November 1780 in Coltness, Lanarkshire) war ein britischer Ökonom und ein später Vertreter des Merkantilismus.

## Literatur

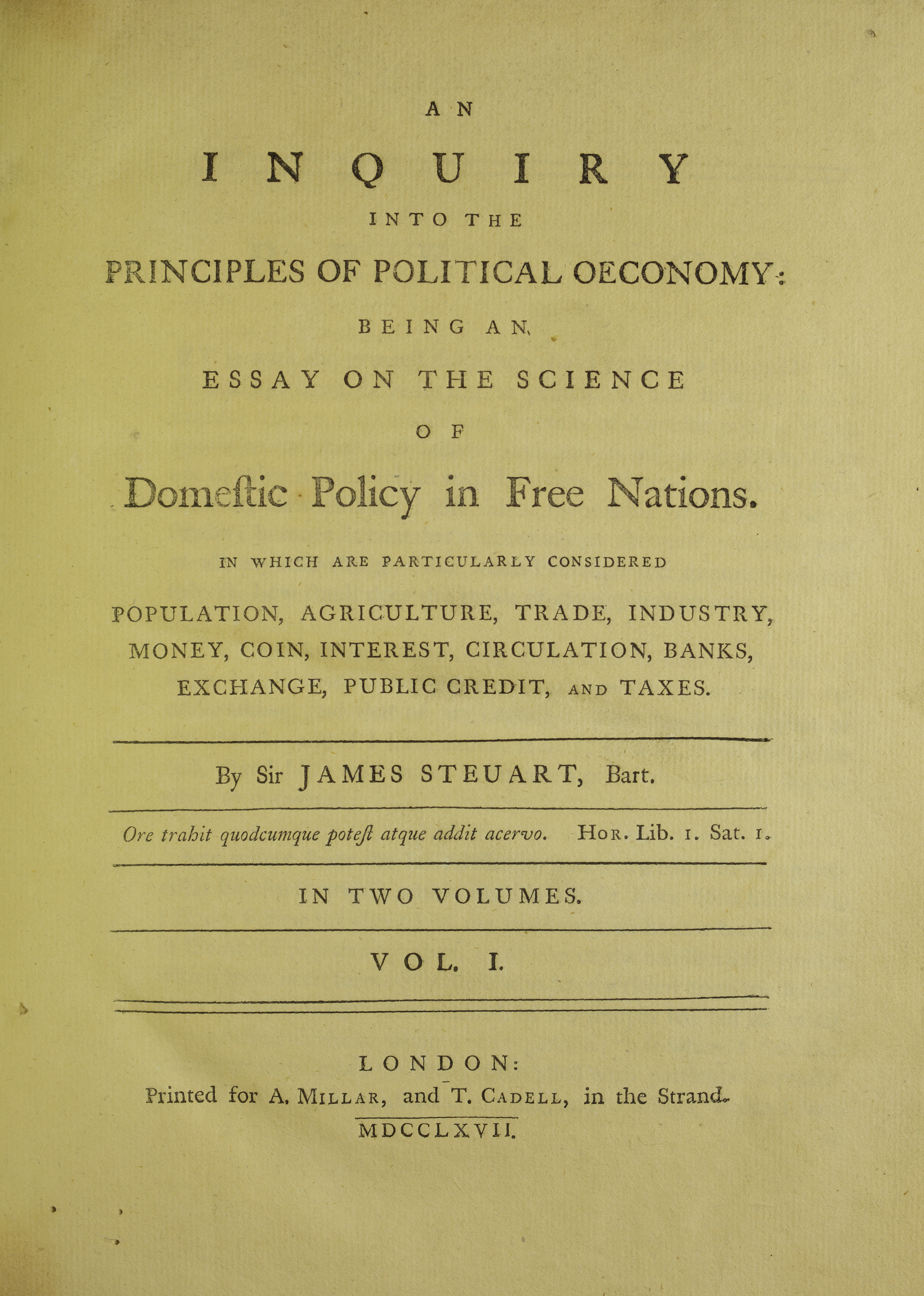
Inquiry into the principles of political oeconomy, 1767

## Leben
James Steuart war der einzige Sohn von fünf Kindern des Sir James Steuart, 1. Baronet (1681–1727) aus dessen Ehe mit Ann Dalrymple, Tochter des Hon. Sir Hew Dalrymple, 1. Baronet (um 1653–1737). Er studierte an der Universität Edinburgh und erhielt im Alter von 24 Jahren eine Gerichtszulassung als Advocate. Beim Tod seines Vaters erbte er 1727 dessen 1705 geschaffenen Adelstitel als 2. Baronet, of Goodtrees.
Er galt als Jakobit und ging nach dem Scheitern des Jakobitenaufstands 1746 ins Exil auf den Kontinent. Erst 1771 erhielt er eine vollständige Amnestie.
Er veröffentlichte sein Hauptwerk „An Inquiry into the Principles of Political Economy“ im Jahr 1767, also neun Jahre vor Adam Smiths Werk „Wealth of Nations“, das dem Merkantilismus eine Absage erteilte. Er gilt, neben Turgot, Thünen und Malthus, als einer der „Entdecker“ des ökonomischen Ertragsgesetzes.
Während Smith und andere britische Ökonomen ihn nicht beachteten, wurde Steuart in Deutschland vergleichsweise stark rezipiert, so etwa durch Hegel, Marx und die Historische Schule.
Beim Tod seines Onkels zweiten Grades Sir Archibald Steuart-Denham, 6. Baronet (1683–1773) erbte er 1773 auch dessen 1698 geschaffenen Adelstitel als 7. Baronet, of Coltness, und ergänzte dazu seinen Familiennamen zu Steuart-Denham.
Aus seiner 1743 geschlossenen Ehe mit Lady Frances Wemyss (1722–1789), Tochter des James Wemyss, 5. Earl of Wemyss, hinterließ er einen Sohn und Erben:
- Sir James Steuart-Denham, 8. Baronet (1744–1839), General der British Army, MP für Lanarkshire.